# Wöllach
Wöllach je naselje v Občini Sokovo v Okraju Trg na Koroškem v Avstriji.